# Palais du Viminal
Le palais du Viminal (nom officiel italien : Palazzo del Viminale) est un bâtiment historique de Rome, qui abrite depuis 1925 la présidence du Conseil des ministres et le ministère de l'Intérieur. En 1961, la présidence du Conseil de la République italienne a été transférée au Palazzo Chigi et le bâtiment est resté le siège du seul ministère de l'Intérieur.

## Situation et accès
Ce palais romain s'ouvre sur la Piazza del Viminale dans le rione de Monti. 

## Origine du nom
Il porte ce nom car il est situé sur la colline du Viminal.

## Historique
La réalisation d'un palais centralisant les pouvoirs exécutifs est décidée au début du XXe siècle par Giovanni Giolitti, alors à la fois président du Conseil des ministres et ministre de l'Intérieur. Sa réalisation est confiée en 1911 à l'architecte Manfredo Manfredi et son inauguration a lieu le 9 juillet 1925.
À cette époque, le palais est à la fois le siège de la présidence du Conseil des ministres et celui du ministère de l'Intérieur. Le transfert de la présidence du Conseil au palais Chigi est réalisé en 1961, libérant les locaux (une centaine de pièces sur cinq étages) pour le seul ministère.